# Die Nachtwächter
Die Nachtwächter (Originaltitel: Night Watch) ist der neunundzwanzigste Scheibenwelt-Roman von Terry Pratchett aus dem Jahr 2002. Ort der Handlung ist Ankh-Morpork, allerdings in zwei Zeitebenen, nämlich der Gegenwart und der näheren Vergangenheit. Die Nachtwächter gehört zu den Stadtwachen-Geschichten mit Kommandeur Mumm als Protagonist. Die Nachtwächter persifliert historische Romane und Ereignisse, vor allem Les Misérables, die Französische Revolution und das Peterloo-Massaker.
Night Watch wurde 2003 mit dem Prometheus Award ausgezeichnet.

## Handlung
Das Buch beginnt in der Gegenwart, in der Lady Sybil schwanger ist und kurz vor der Entbindung steht. Das macht Samuel Mumm nervös, hält ihn aber nicht von seinem Job ab. Während einer Verfolgungsjagd über die Dächer der Unsichtbaren Universität werden sowohl Kommandeur Mumm als auch der verfolgte Schwerverbrecher von einem magischen Blitz getroffen und in die nicht allzu ferne Vergangenheit verfrachtet.
Im alten Ankh-Morpork vor der Fliederrevolution herrschen Korruption, Willkür und blanker Terror. Die Nachtwache hatte mit einer Glocke läutend durch die Straßen zu ziehen und „Alles ist gut!“ zu rufen. Sie besteht aus pensionsreifen Offizieren, kleinen Schindern und gesellschaftlichen Versagern.
Mumms erster Impuls in dieser Lage ist es, einen Weg nach Hause zu finden. Allerdings hat der Zeitsprung die Geschichte unwiederbringlich durcheinandergebracht, und letztlich muss er dafür sorgen, dass die Zukunft Ankh-Morporks die richtige ist.
Dazu schlüpft er in die Rolle von John Keels, seines früheren Ausbilders. Anschließend heißt es, die zum Scheitern verurteilte und dennoch siegreiche Revolution aufs rechte Gleis setzen und zu guter Letzt, dem mit ihm an der Vergangenheit herumpfuschenden Verbrecher das Handwerk zu legen.
Er begegnet dabei einer Vielzahl bekannter Figuren, die zu dieser Zeit gerade ihre ersten Lebenserfahrungen sammeln. Er kauft dem jungen Schnapper sein erstes Würstchen ab und inspiriert ihn zu seinem künftigen Markenmotto: „Und-damit-treib-ich-mich-selbst-in-den-Ruin!“
Cecil W. St. J. Nobbs, kurz „Nobby“, erhält von Mumm seinen ersten Job als Überwacher, was sein künftiges Schicksal wesentlich beeinflusst. Der übernächste Patrizier hat nebenbei ein strenges assassines Auge auf Mumms Sicherheit. Letztlich erhält er noch Hilfe von Lu-Tze mit seinen Geschichtsmönchen, die Mumm gegen Ende tatsächlich in seine eigene Zeit schicken können.
Lady Sybil liegt noch immer in den Wehen und Mumm gelingt es, den Serienmörder zu verhaften.

## Ausgaben
- Hardcover, Manhattan, 2003, ISBN 3-442-54536-6
- gekürztes Hörbuch, Sprecher Peer Augustinski, ISBN 3-89830-608-9
- ungekürztes Hörbuch, Sprecher: Michael-Che Koch

Das Buch zeigt das erste Cover, das aufgrund von dessen Tod nicht von Josh Kirby stammt. Sein Nachfolger, der ebenfalls schon scheibenwelterfahrene Paul Kidby, malte eine Parodie von Rembrandts Nachtwache und platziert, als Hommage, seinen Vorgänger an der Stelle, wo Rembrandt selbst sich gemalt haben soll.

## Hörspiel
Unter der Regie von Claire Grove erschien im Jahr 2008 eine fünfteilige Radio-Adaption von Night Watch auf BBC Radio 4. Zu den Sprechern gehörten unter anderem Philip Jackson, Carl Prekopp und Paul Ritter.